# Turnhout Vooruit
Turnhout Vooruit was een Belgische lokale politieke partij in Turnhout.

## Geschiedenis
De partij werd opgericht in aanloop naar de gemeenteraadsverkiezingen van 2006. Aanvankelijk was er daarbij sprake van een kartel met Vlaams Belang. De partij overtuigde daarbij 4,72% van de kiezers, voldoende voor een zetel (Peter Reniers) in de Turnhoutse gemeenteraad. Eind 2007 werd bekend dat de partij integraal opging in Lijst Dedecker, een beslissing die evenwel in mei 2011 werd teruggedraaid.
Vervolgens werden er gesprekken met Open Vld aangeknoopt over de vorming van een kartel die naar de kiezer zou trekken onder de benaming 'DE Stadslijst'. "DE" stond daarbij voor Democratische Eenheid. Deze samenwerking werd evenwel kort voor de verkiezingen van 2012 afgeblazen omwille van een vertrouwensbreuk. Bij deze stembusgang behaalde de partij 3,53% van de stemmen, onvoldoende voor een verkozene.